# Mihalis Yannakakis
Pour les articles homonymes, voir Yannakakis.
Mihalis Yannakakis est un chercheur en informatique, né le 13 septembre 1953 à Athènes. Il est actuellement professeur à l'université Columbia. Il est connu notamment pour ses travaux sur la théorie de la complexité et sur les bases de données. Il a reçu le prix Knuth en 2005 et le prix EATCS en 2020.

## Biographie
Mihalis Yannakakis a reçu son PhD à l'université de Princeton en 1978 sous la direction de Jeffrey David Ullman. Il a été rédacteur-en-chef du journal SIAM Journal on Computing de 1998 à 2003.

## Travaux
La notice du prix Knuth indique comme travaux importants :
- en complexité : la définition de la classe max-SNP (voir APX)[4] et des travaux sur la difficulté d'approximation des problèmes de coloration de graphe et de couverture par ensembles[5];
- en théorie des bases de données;
- en vérification formelle, notamment pour les algorithmes de model checking.